# Emporeío
Emporeío är en ort i Grekland.   Den ligger i prefekturen Kykladerna och regionen Sydegeiska öarna, i den sydöstra delen av landet, 240 km sydost om huvudstaden Aten. Emporeío ligger 91 meter över havet och antalet invånare är 1 946. Den ligger på ön Santorini.
Terrängen runt Emporeío är kuperad åt nordost, men västerut är den platt. Havet är nära Emporeío åt sydväst.Runt Emporeío är det ganska tätbefolkat, med 166 invånare per kvadratkilometer. Närmaste större samhälle är Firá, 7,1 km norr om Emporeío. 